# HSG Blomberg-Lippe
El HSG Blomberg-Lippe es un equipo de balonmano femenino de la ciudad de  Blomberg (distrito de Lippe, Renania del Norte-Westfalia) que juega en la  Bundesliga alemana desde su último ascenso en 2006.
Fundado en 1993, nació de la fusión de las secciones de balonmano del TV Herrentrup y TV Bloomberg. Dos veces subcampeón de la Copa DHB femenina.

## Historia

### TV Herrentrup
Fundado en 1905, el TV Herrentrup abrió su sección femenina de balonmano en 1972. En 1986 ascendieron a la tercera categoría nacional, la Liga Regional Oeste. El equipo llegó por dos veces a la final del ascenso a segunda división, la primera en 1986 y la segunda en 1987, año de su ascenso. TV Herrentrup participó una sola vez en la Copa DHB.

### TV Blomberg
Fundado en 1886, TV Blomberg perteneció brevemente al Blomberger SV entre 1946 y 1950. El equipo participó en la Copa DHB femenina en la temporada 1990/91 y alcanzaron la segunda ronda.

### HSG Bloberg-Lippe
El equipo recién formado ocupó el lugar del TV Herrentrup en la 2ª división de la Bundesliga. Después de dos cuartos puestos consecutivos, en la temporada 1995/96 ascendieron a la Bundesliga. Descendieron en la 2001/02. Un sexto puesto en la temporada 1997/98 y dos subcampeonatos en la 2003/04 y 2004/05 tras los equipos del del PSV Rostock y el SV Union Halle-Neustadt, consiguiero su preciado ascenso a la máxima competición alemana en  2006 tras imponerse en la final de la eliminatoria al el SC Markranstädt. 
Ya en la máxima competición alemana, el equipo de Blomberg ha pasado por varias nomenclaturas, entre las que destacan el ProVital Blomberg-Lippe del 2008 al 2011.

## Junta directiva
El entrenador del equipo durante años fue Harald Wallbaum, que se ocupó del balonmano femenino durante tres décadas. En 2012, Wallbaum anunció su salida de la junta directiva y se hizo cargo Torben Kietsch durante 4 temporadas. Le sustituyó Torsten Pfenning, que solo duró una temporada al frente del equipo y se erigió una doble presidencia entre las temporadas 2017/18 y la 2018/19  con Stefanie Klaunig y Torben Kietsches.
En 2019 Torben Kietsch pasó a ser el único director general pero volvió a renunciar en la primavera de 2023 y abandonó el club.  Su sucesora fue Franziska Rautauoma.

## Logros
El equipo llegó a la final de la  Copa DHB en la temporada 2009/10 (quedando subcampeón en un partido que terminó en 23 a 34 ante el Bayer 04 Leverkusen). Cuatro años más tarde, las blombergesas alcanzaron de nuevo, perdiéndola de nuevo por 26 a 26 ante el HC Leipzig.
ha jugado en cinco ocasiones en Europa: 1 aparición en la Challenge Cup de 2008/09, dos veces en la Recopa de Europa (tras quedar subcampeonas) en el 2010/11 y 2004/15, una vez en la EHF European Cup, en 2017/18 y una vez en la Q3 de la EHF European League, pero no llegó a la fase de grupos.

## Temporada a temporada
| Temporada                     | Liga                  | Pos | Partidos |
| ----------------------------- | --------------------- | --- | -------- |
| 1993/94                       | 2. Bundesliga Central | 04  | 20       |
| 1994/95                       | 2. Bundesliga Sur     | 04  | 26       |
| 1995/96                       | 2. Bundesliga Sur     | 01  | 26       |
| 1996/97                       | Bundesliga            | 09  | 22       |
| 1997/98                       | Bundesliga            | 06  | 22       |
| 1998/99                       | Bundesliga            | 09  | 22       |
| 1999/2000                     | Bundesliga            | 10  | 22       |
| 2000/01                       | Bundesliga            | 09  | 22       |
| 2001/02                       | Bundesliga            | 13  | 26       |
| 2002/03                       | 2. Bundesliga Norte   | 03  | 26       |
| 2003/04                       | 2. Bundesliga Norte   | 02  | 26       |
| 2004/05                       | 2. Bundesliga Norte   | 02  | 28       |
| 2005/06                       | 2. Bundesliga Norte   | 01  | 26       |
| 2006/07                       | Bundesliga            | 08  | 22       |
| 2007/08                       | Bundesliga            | 09  | 22       |
| 2008/09                       | Bundesliga            | 07  | 22       |
| 2009/10                       | Bundesliga            | 04  | 22       |
| 2010/11                       | Bundesliga            | 08  | 22       |
| 2011/12                       | Bundesliga            | 08  | 20       |
| 2012/13                       | Bundesliga            | 08  | 22       |
| 2013/14                       | Bundesliga            | 09  | 22       |
| 2014/15                       | Bundesliga            | 07  | 26       |
| 2015/16                       | Bundesliga            | 09  | 26       |
| 2016/17                       | Bundesliga            | 09  | 26       |
| 2017/18                       | Bundesliga            | 08  | 26       |
| 2018/19                       | Bundesliga            | 06  | 26       |
| 2019/20                       | Bundesliga            | 04  | 18       |
| 2020/21                       | Bundesliga            | 05  | 30       |
| 2021/22                       | Bundesliga            | 06  | 26       |
| 2022/23                       | Bundesliga            | 05  | 26       |
| 2023/24                       | Bundesliga            | 6   | 26       |
| Verde ascenso, rojo descenso. |                       |     |          |

## Plantilla

### Plantilla para la temporada 2024/25[4]
| Dorsal | Jugadora                | Nac.                        | Posición   | Altura | Fecha de nacimiento | En el club desde | Equipo anterior            |
| ------ | ----------------------- | --------------------------- | ---------- | ------ | ------------------- | ---------------- | -------------------------- |
| 14     | Ona Vegué i Pena        | Bandera de España           | Extremo    | 1,70 m | 09/07/1998          | 2023             | KH-7 BM Granollers         |
| 31     | Alexia Hauf             | Bandera de Alemania         | Extremo    | 1,61 m | 18/07/1998          | 2022             | HL Buchholz 08-Rosengarten |
| 22     | Judith Tietjen          | Bandera de Alemania         | Extremo    | 1,68 m | 24/02/2002          | 2023             | SV Union Halle-Neustadt    |
| 03     | Laura Rüffieux          | Bandera de Alemania         | Pivote     | 1,66 m | 07/12/1995          | 2013             | TV Hüttenberg              |
| 06     | Laetitia Quist          | Bandera de Alemania         | Lateral    | 1,85 m | 08/11/2001          | 2021             | TuS Metzingen              |
| 09     | Nieke Kühne             | Bandera de Alemania         | Lateral    | 1,84 m | 28/10/2004          | 2021             | TV Hannover-Badenstedt     |
| 19     | Maxi Mühlner            | Bandera de Alemania         | Pivote     | 1,78 m | 03.02.2001          | 2024             | Buxtehuder SV              |
| 7      | Díana Dögg Magnúsdóttir | Bandera de Islandia         | Lateral    | 1,74 m | 19/09/1997          | 2024             | BSV Sachsen Zwickau        |
| 16     | Melanie Veith           | Bandera de Alemania         | Portera    | 1,71 m | 10/12/1992          | 2015             | HSG Bensheim/Auerbach      |
| 12     | Zoe Ludwig              | Bandera de Alemania         | Portera    | 1,78 m | 05/06/1999          | 2022             | HL Buchholz 08-Rosengarten |
| 10     | Ida Hoberg              | Bandera de Dinamarca        | Central    |        | 09/06/2003          | 2023             | KA Akureyri                |
| 08     | Lisa Frey               | Bandera de Suiza            | Lateral    | 1,76 m | 16/02/1995          | 2022             | Frisch Auf Göppingen       |
| 05     | Amber Verbraeken        | Bandera de los Países Bajos | Central    | 1,80 m | 05/07/2002          | 2024             | Sport-Union Neckarsulm     |
| 040    | Andrea Jacobsen         | Bandera de Islandia         | Lateral    | 1,81 m | 09/04/1998          | 2024             | Silkeborg-Voel KFUM        |
| 24     | Malina Marie Michalczik | Bandera de Alemania         | Central    | 1,80 m | 09/11/2001          | 2020             | Borussia Dortmund          |
|        | Steffen Birkner         | Bandera de Alemania         | Entrenador |        | 01/06/1980          | 2018             | VfL Fredenbeck             |

### Fichajes y salidas para la temporada 2023/24
| Llegadas                     | Llegadas                | Llegadas               |
| Nacionalidad                 | Jugadora                | Club de origen         |
| ---------------------------- | ----------------------- | ---------------------- |
| Bandera de Alemania          | Maxi Mühlner            | Buxtehuder SV          |
| Bandera de los Países Bajos  | Amber Verbraeken        | Sport-Union Neckarsulm |
| Bandera de Islandia          | Díana Dögg Magnúsdóttir | BSV Sachsen Zwickau    |
| Bandera de Islandia          | Andrea Jacobsen         | Silkeborg-Voel KFUM    |
| Desde el 25 de abril de 2024 |                         |                        |

| Salidas                      | Salidas            | Salidas                |
| Jugadora                     | Nacionalidad       | Club de destino        |
| ---------------------------- | ------------------ | ---------------------- |
| Bandera de Alemania          | Ann Kynast         | Frisch Auf Göppingen   |
| Bandera de Alemania          | Leni Ruwe          | Pausa                  |
| Bandera de Alemania          | Lisa Bormann-Rajes | Retirada               |
| Bandera de Alemania          | Nele Franz         | TuS Metzingen          |
| Bandera de Austria           | Stefanie Kaiser    | Sport-Union Neckarsulm |
| Desde el 27 de junio de 2023 |                    |                        |

### Exjugadoras
Entre sus filas han militado jugadoras como Heike Ahlgrimm, Tessa Cocx, Alexandra Grafer, Janet Kliewe, Nadine Krause, Franziska Müller, Xenia Smits o Alicia Stolle

### Exentrenadores
Entre sus entrenadores han destacado André Fuhr (2002-2018), con el que se consiguió un campeonato nacional, Jürgen Krause (2000) y Dago Leukefeld (1993-1999), que posee el segundo título nacional del club.

## Logros deportivos
- Finalista de la Copa DHB : 2010, 2014
- Campeona de la 2. Bundesliga : 1996 (Norte), 2006 (Sur)

### Equipos juveniles
El equipo juvenil se ha proclamado campeón de Alemania en 2008 y 2023, además de 8 subcampeonatos
- Mujer A-joven
  - Campeón de Alemania: 2008, 2023
  - Subcampeón de Alemania: 2005, 2006, 2007, 2009, 2012, 2013, 2015, 2022
- Mujer B joven
  - Campeón de Alemania: 2016
  - Subcampeón de Alemania: 2014

### Más equipos
El primer equipo masculino juega actualmente en la liga del distrito. 
Además, desde 2017, gestiona un internado para jóvenes desde en colaboración con el Hermann-Vöchting-Gymnasium de Blomberg.

## Cancha de juego
El primer equipo femenino juega sus partidos en casa en el pabellón deportivo de Ulmenallee en Blomberg. La cancha está situada en un centro educativo, la escuela de secundaria de la ciudad y tenía capacidad para 900 espectadores que, tras las obras de remodelación de mayo del 2021, aumentó su capacidad hasta los 1300 espectadoras. Además se colocó un nuevo suelo y paneles publicitarios en una obra que se estima costó unos 850.000 euros.

## Otros datos
Desde el 2020 al HSC le viste Errea, la marca de ropa deportiva italiana.

## Enlaces web
- Página web del HSG Blomberg-Lippe